# Canon RF 15-30mm f/4.5-6.3 IS STM
El Canon RF 14-35mm f/4.5-6.3 IS STM és un objectiu zoom el qual esta entre una focal gran angular i normal, amb muntura Canon RF.
Aquest, va ser anunciat per Canon el 12 de juliol de 2022, amb un preu de venda suggerit d'uns 700€.
Aquest objectiu s'utilitza sobretot per fotografia de paisatge i arquitectura.

## Característiques
Les seves característiques més destacades són:
- Distància focal: 15-30mm
- Obertura: f/4.5 - 22 (a 15mm) i f/6.3 - 32 (a 30mm)
- Motor d'enfocament: STM (Motor d'enfocament pas a pas, silenciós)
- Estabilitzador d'imatge de 5,5 passes
- Distància mínima d'enfocament: 13cm
- Rosca de 67mm
- A 15mm i f/4.5 l'objectiu ombreja les cantonades amb tres passes i mitja de llum, a partir de f/8 aquest efecte ja disminueix fins aproximadament dues passes i mitja. A 30mm i f/6.3 l'objectiu ombreja les cantonades amb tres passes de llum, a partir de f/8 aquest efecte ja disminueix fins a gairebé duess passes.[3]
- A 15 mm, la qualitat d'imatge de les cantonades és suau, però aquesta millora a f/8. Les cantonades a 30mm i f/6.3 donen una bona qualitat òptica, però és entre f/8 i f/11 on s'aprecia la millor qualitat.

## Construcció[4]
- La muntura i algunes parts internes són de metall, mentre que les altres parts són de plàstic.
- El diafragma consta de 7 fulles, i les 13 lents de l'objectiu estan distribuïdes en 11 grups.
- Consta d'una lent asfèrica, dues d'ultra baixa dispersió, un revestiment de sublongitud d'ona i un revestiment súper spectra (ajuda a reduir els efectes fantasma).

## Accessoris compatibles[5]
- Tapa E-67 II
- Parasol EW-73C
- Filtres de 67mm
- Tapa posterior RF
- Estoig LP1116

## Objectius similars amb muntura Canon RF
- Canon RF 14-35mm f/4L IS USM[6]
- Canon RF 15-35mm f/2.8L IS USM[7]